# Alomasoma eddystonense
Alomasoma eddystonense är en djurart som tillhör fylumet skedmaskar, och som beskrevs av Stephen, A.C. 1956. Alomasoma eddystonense ingår i släktet Alomasoma och familjen Bonelliidae. Inga underarter finns listade i Catalogue of Life.